# Escíone

Mapa de la Antigua Macedonia con la ubicación de Escíone, en la península de Palene.

Escíone o Esciona (en griego, Σκιώνη, Σκιώνα) fue una antigua ciudad griega, situada en la península de Palene, la más occidental de las tres penínsulas de Calcídica, en Tracia. 

## Tradiciones sobre su fundación
Según la tradición, el origen de los habitantes de Escíone era una antigua población del Peloponeso llamada Pelene. Se contaba que, al regresar de la guerra de Troya, una tempestad los llevó al lugar donde se encontraba Escíone, y allí se establecieron. Por otra parte, en Escíone se rendía tributo a Protesilao, el cual, según un fragmento de Conón, sobrevivió a la guerra de Troya y fue el fundador de la ciudad. Este culto viene atestiguado por monedas fechadas en torno al año 480 a. C. que se han conservado con la efigie del héroe.

## Historia
Es citada por Heródoto como una de las ciudades de la península de Palene donde Jerjes reclutó tropas y naves en su expedición del año 480 a. C. contra Grecia. Se contaba también que Escilias de Escione, considerado el mejor buzo de su tiempo, había desertado del bando persa y se había pasado al bando de los griegos, tras lanzarse al mar en Áfetas y hacer la travesía bajo el agua hasta llegar a Artemisio, aunque Heródoto consideraba falsa esta noticia y creía que Escilias había llegado a Artemisio en una barca. Heródoto también cita a un estratego de Escíone, Timoxeno, que concertó con Artabazo en el año 479 a. C. una traición con la intención de que las tropas persas de este último consiguieran tomar Potidea, pero la traición fue descubierta.
Posteriormente la ciudad perteneció a la liga de Delos puesto que aparece en listas de tributos a Atenas desde 454/3 hasta 429/8 a. C.
Es mencionada por Tucídides en el marco de la guerra del Peloponeso. Dice que, cuando el general espartano Brásidas hizo una expedición en el año 423 a. C. contra ciudades aliadas de Atenas de Calcídica, la ciudad de Escíone hizo defección de la alianza con los atenienses y se pasó al bando de los lacedemonios, a pesar de que ya se había firmado un tratado de paz entre Atenas y Esparta. Para prevenir posibles represalias por parte de los atenienses, Brásidas hizo trasladar las mujeres y niños de Escíone y Mende —otra ciudad que también había hecho defección— a la ciudad de Olinto. Asimismo, envió tropas en apoyo de estas ciudades. Los atenienses enviaron naves bajo el mando de Nicias contra Mende y Escíone. En primer lugar se dirigieron contra Mende y trescientos escioneos fueron en ayuda de la ciudad pero en el asedio se produjeron enfrentamientos internos dentro de la ciudad y los trescientos escioneos regresaron a su ciudad. Por otra parte, una vez que los atenienses entraron en Mende, algunas tropas de los peloponesios se habían encerrado en la acrópolis donde fueron sitiadas por los atenienses.  Los atenienses se dirigieron entonces contra Escíone. En un principio los escioneos y los peloponesios salieron a su encuentro y acamparon en una colina de fácil defensa, delante de la ciudad, pero los atenienses, tras un ataque, consiguieron desalojarlos de ese emplazamiento. Mientras, en Mende, los peloponesios que se habían refugiado en la acrópolis finalmente consiguieron romper el cerco, huir y refugiarse en Escíone. Entonces, los atenienses empezaron a construir un muro de asedio que quedó terminado en el verano de ese mismo año. Entonces los atenienses dejaron allí una guarnición mientras retiraron en resto de sus tropas. El año siguiente, Cleón de Atenas incrementó las tropas de asedio y en el verano del 421 a. C. los atenienses lograron tomar la ciudad, condenaron a muerte a los hombres, y esclavizaron a las mujeres y niños que había en la ciudad. Asimismo, dieron el territorio a los plateenses para que vivieran en él.
En 1918 fue fundada la ciudad de Nea Escíone cerca del sitio donde se ubicaba la antigua ciudad.